# Laverrière (Oise)
Laverrière ist eine französische Gemeinde mit 28 Einwohnern (Stand 1. Januar 2022) im Département Oise in der Region Hauts-de-France. Die Gemeinde liegt im Arrondissement Beauvais und ist Teil der Communauté de communes de la Picardie Verte und des Kantons Grandvilliers.

## Geographie
Die Gemeinde liegt zwischen zwei Trockentälern rund sechs Kilometer ostnordöstlich von Grandvilliers.

## Geschichte
Die Gemeinde war von 1827 bis 1833 mit Sommereux vereinigt.

## Einwohner
| 1962 | 1968 | 1975 | 1982 | 1990 | 1999 | 2006 | 2011 |
| ---- | ---- | ---- | ---- | ---- | ---- | ---- | ---- |
| 24   | 22   | 20   | 17   | 23   | 24   | 30   | 49   |

## Verwaltung
Bürgermeister (maire) ist seit 2001 Philippe Verschuere.

## Sehenswürdigkeiten
- Kirche Saint-Lucien aus dem 17. Jahrhundert.
- ehemaliges Souterrain (Muche)